# J.League Best XI
Dies ist eine Auflistung aller Spieler, welche zur Best XI bzw. Best Eleven (jap. ベストイレブン, Besuto Irebun) der Japan Soccer League (1965–1992) beziehungsweise J. League (seit 1993) gewählt wurden. Die Wahl findet jährlich statt und entspricht im Fußball einer Elf des Jahres.

## Japan Soccer League

### 1966
- Kenzō Yokoyama (Mitsubishi Motors)
- Hiroshi Katayama (Mitsubishi Motors)
- Masakatsu Miyamoto (Furukawa Electric)
- Kazuo Imanishi (Toyo Industries)
- Aritatsu Ogi (Toyo Industries)
- Hisao Kami (Yawata Steel)
- Shigeo Yaegashi (Furukawa Electric)
- Teruki Miyamoto (Yawata Steel)
- Ryūichi Sugiyama (Mitsubishi Motors)
- Takayuki Kuwata (Toyo Industries)
- Ikuo Matsumoto (Toyo Industries)

### 1967
- Kenzō Yokoyama (Mitsubishi Motors)
- Hiroshi Katayama (Mitsubishi Motors)
- Masakatsu Miyamoto (Furukawa Electric)
- Mitsuo Kamata (Furukawa Electric)
- Aritatsu Ogi (Toyo Industries)
- Hisao Kami (Yawata Steel)
- Ryūichi Sugiyama (Mitsubishi Motors)
- Teruki Miyamoto (Yawata Steel)
- Shigeo Yaegashi (Furukawa Electric)
- Kunishige Kamamoto (Yanmar Diesel)
- Takeo Kimura (Furukawa Electric)

### 1968
- Kenzō Yokoyama (Mitsubishi Motors)
- Hiroshi Katayama (Mitsubishi Motors)
- Masakatsu Miyamoto (Furukawa Electric)
- Mitsuo Kamata (Furukawa Electric)
- Aritatsu Ogi (Toyo Industries)
- Yoshitada Yamaguchi (Hitachi)
- Shigeo Yaegashi (Furukawa Electric)
- Teruki Miyamoto (Yawata Steel)
- Ryūichi Sugiyama (Mitsubishi Motors)
- Kunishige Kamamoto (Yanmar Diesel)
- Masashi Watanabe (Yawata Steel)

### 1969
- Kenzō Yokoyama (Mitsubishi Motors)
- Hiroshi Katayama (Mitsubishi Motors)
- Yoshio Kikugawa (Mitsubishi Motors)
- Mitsuo Kamata (Furukawa Electric)
- Aritatsu Ogi (Toyo Industries)
- Yoshitada Yamaguchi (Hitachi)
- Ryūichi Sugiyama (Mitsubishi Motors)
- Teruki Miyamoto (Yawata Steel)
- Takaji Mori (Mitsubishi Motors)
- Kunishige Kamamoto (Yanmar Diesel)
- Hiroshi Ochiai (Mitsubishi Motors)

### 1970
- Kōji Funamoto (Toyo Industries)
- Hiroshi Katayama (Mitsubishi Motors)
- Minoru Kobata (Hitachi)
- Yoshitada Yamaguchi (Hitachi)
- Aritatsu Ogi (Toyo Industries)
- Nelson Yoshimura (Yanmar Diesel)
- Takaji Mori (Mitsubishi Motors)
- Teruki Miyamoto (Nippon Steel)
- Ryūichi Sugiyama (Mitsubishi Motors)
- Kunishige Kamamoto (Yanmar Diesel)
- Tadahiko Ueda (Nippon Steel)

### 1971
- Kenzō Yokoyama (Mitsubishi Motors)
- Kōzō Arai (Furukawa Electric)
- Carlos Esteves (Yanmar Diesel)
- Yoshitada Yamaguchi (Hitachi)
- Aritatsu Ogi (Toyo Industries)
- Nelson Yoshimura (Yanmar Diesel)
- Nobuo Fujishima (Nippon Kokan)
- Teruki Miyamoto (Nippon Steel)
- Ryūichi Sugiyama (Mitsubishi Motors)
- Kunishige Kamamoto (Yanmar Diesel)
- Yoshikazu Nagai (Furukawa Electric)

### 1972
- Tatsuhiko Seta (Hitachi)
- Nobuo Kawakami (Hitachi)
- Carlos Esteves (Yanmar Diesel)
- Daishirō Yoshimura (Yanmar Diesel)
- Aritatsu Ogi (Toyo Industries)
- Yoshitada Yamaguchi (Hitachi)
- Ryūichi Sugiyama (Mitsubishi Motors)
- Mutsuhiko Nomura (Hitachi)
- Akira Matsunaga (Hitachi)
- Kunishige Kamamoto (Yanmar Diesel)
- Takada Kazumi (Mitsubishi Motors)

### 1973
- Kenzō Yokoyama (Mitsubishi Motors)
- Kōzō Arai (Furukawa Electric)
- Kuniya Daini (Mitsubishi Motors)
- Yoshitada Yamaguchi (Hitachi)
- Hiroshi Ochiai (Mitsubishi Motors)
- Takaji Mori (Mitsubishi Motors)
- Ryūichi Sugiyama (Mitsubishi Motors)
- Sérgio Echigo (Towa Real Estate)
- Akira Matsunaga (Hitachi)
- Tsutomu Nakamura (Towa Real Estate)
- Takada Kazumi (Mitsubishi Motors)

### 1974
- Kenzō Yokoyama (Mitsubishi Motors)
- Kōzō Arai (Furukawa Electric)
- Eijun Kiyokumo (Furukawa Electric)
- Yoshitada Yamaguchi (Hitachi)
- Hiroshi Ochiai (Mitsubishi Motors)
- Sérgio Echigo (Towa Real Estate)
- Takaji Mori (Mitsubishi Motors)
- George Kobayashi (Yanmar Diesel)
- Akira Matsunaga (Hitachi)
- Kunishige Kamamoto (Yanmar Diesel)
- Mitsunori Fujiguchi (Mitsubishi Motors)

### 1975
- Mitsuhisa Taguchi (Mitsubishi Motors)
- Kazuo Saitō (Mitsubishi Motors)
- Eijun Kiyokumo (Furukawa Electric)
- Nobuo Kawakami (Hitachi)
- Hiroshi Ochiai (Mitsubishi Motors)
- Daishirō Yoshimura (Yanmar Diesel)
- Takaji Mori (Mitsubishi Motors)
- George Kobayashi (Yanmar Diesel)
- Akira Matsunaga (Hitachi)
- Kunishige Kamamoto (Yanmar Diesel)
- Mitsunori Fujiguchi (Mitsubishi Motors)

### 1976
- Tatsuhiko Seta (Hitachi)
- Shigemi Ishii (Furukawa Electric)
- Eijun Kiyokumo (Furukawa Electric)
- Kōzō Arai (Furukawa Electric)
- Hiroshi Ochiai (Mitsubishi Motors)
- Mitsuru Komaeda (Fujita Industries)
- Nobuo Fujishima (Nippon Kokan)
- Hiroo Abe (Yanmar Diesel)
- Yoshikazu Nagai (Furukawa Electric)
- Kunishige Kamamoto (Yanmar Diesel)
- Yasuhiko Okudera (Furukawa Electric)

### 1977
- Mitsuhisa Taguchi (Mitsubishi Motors)
- Yuji Waki (Fujita Industries)
- Kazuo Saitō (Mitsubishi Motors)
- Keizō Imai (Fujita Industries)
- Hiroshi Ochiai (Mitsubishi Motors)
- Nobuo Fujishima (Nippon Kokan)
- Mitsuru Komaeda (Fujita Industries)
- Marinho (Fujita Industries)
- Yoshikazu Nagai (Furukawa Electric)
- Carvalho (Fujita Industries)
- Kunishige Kamamoto (Yanmar Diesel)

### 1978
- Mitsuhisa Taguchi (Mitsubishi Motors)
- Tsutomu Sonobe (Fujita Industries)
- Kazuo Saitō (Mitsubishi Motors)
- Keizō Imai (Fujita Industries)
- Hiroshi Ochiai (Mitsubishi Motors)
- Nobuo Fujishima (Nippon Kokan)
- Mitsunori Fujiguchi (Mitsubishi Motors)
- Jair (Yomiuri)
- Yoshikazu Nagai (Furukawa Electric)
- Carvalho (Fujita Industries)
- Kunishige Kamamoto (Yanmar Diesel)

### 1979
- Mitsuhisa Taguchi (Mitsubishi Motors)
- Tsutomu Sonobe (Fujita Industries)
- Mitsuru Komaeda (Fujita Industries)
- Keizō Imai (Fujita Industries)
- Hiroshi Ochiai (Mitsubishi Motors)
- George Yonashiro (Yomiuri)
- Marinho (Fujita Industries)
- Jair (Yomiuri)
- Ramos (Yomiuri)
- Carvalho (Fujita Industries)
- Kunishige Kamamoto (Yanmar Diesel)

### 1980
- Mitsuhisa Taguchi (Mitsubishi Motors)
- Tetsuo Sugamata (Hitachi)
- Mitsuru Komaeda (Fujita Industries)
- Keizō Imai (Fujita Industries)
- Hiroshi Ochiai (Mitsubishi Motors)
- George Yonashiro (Yomiuri)
- Hideki Maeda (Furukawa Electric)
- Hiroshi Soejima (Yanmar Diesel)
- Hiroyuki Usui (Hitachi)
- Carvalho (Fujita Industries)
- Kunishige Kamamoto (Yanmar Diesel)

### 1981
- Mitsuhisa Taguchi (Mitsubishi Motors)
- Mitsugu Nomura (Fujita Industries)
- Mitsuru Komaeda (Fujita Industries)
- Hisashi Katō (Yomiuri)
- Hiroshi Ochiai (Mitsubishi Motors)
- George Yonashiro (Yomiuri)
- Hiroshi Sowa (Yanmar Diesel)
- Tetsuya Totsuka (Yomiuri)
- Hiroshi Yoshida (Furukawa Electric)
- Carvalho (Fujita Industries)
- Kunishige Kamamoto (Yanmar Diesel)

### 1982
- Mitsuhisa Taguchi (Mitsubishi Motors)
- Tetsuo Sugamata (Hitachi)
- Akihiro Nishimura (Yanmar Diesel)
- Hisashi Katō (Yomiuri)
- Satoshi Tsunami (Yomiuri)
- Hideki Maeda (Furukawa Electric)
- Hiroshi Sowa (Yanmar Diesel)
- Kazuo Ozaki (Mitsubishi Motors)
- Hiroshi Yoshida (Furukawa Electric)
- Hiroyuki Usui (Hitachi)
- Haruhisa Hasegawa (Yanmar Diesel)

### 1983
- Mitsuhisa Taguchi (Mitsubishi Motors)
- Yasutarō Matsuki (Yomiuri)
- Takeshi Koshida (Nissan Motors)
- Hisashi Katō (Yomiuri)
- Satoshi Tsunami (Yomiuri)
- George Yonashiro (Yomiuri)
- Nobutoshi Kaneda (Nissan Motors)
- Kazushi Kimura (Nissan Motors)
- Ramos (Yomiuri)
- Tetsuya Totsuka (Yomiuri)
- Kōichi Hashiratani (Nissan Motors)

### 1984
- Kiyotaka Matsui (Nippon Kokan)
- Yasutarō Matsuki (Yomiuri)
- Yoshinori Ishigami (Yamaha Motors)
- Hisashi Katō (Yomiuri)
- Satoshi Tsunami (Yomiuri)
- George Yonashiro (Yomiuri)
- Takashi Mizunuma (Nissan Motors)
- Kazushi Kimura (Nissan Motors)
- Takashi Sekizuka (Honda)
- Tetsuya Totsuka (Yomiuri)
- Kōichi Hashiratani (Nissan Motors)

### 1985/86
- Kiyotaka Matsui (Nippon Kokan)
- Takeshi Okada (Furukawa Electric)
- Hisashi Kaneko (Furukawa Electric)
- Hisashi Katō (Yomiuri)
- Toshinobu Katsuya (Honda)
- Satoshi Miyauchi (Furukawa Electric)
- Akira Nishino (Hitachi)
- Kazushi Kimura (Nissan Motors)
- Hiroshi Yoshida (Furukawa Electric)
- Yoshikazu Nagai (Furukawa Electric)
- Tomoyasu Asaoka (Nippon Kokan)

### 1986/87
- Havenaar (Mazda)
- Hisashi Katō (Yomiuri)
- Hisashi Kaneko (Furukawa Electric)
- Yasutarō Matsuki (Yomiuri)
- Toshinobu Katsuya (Honda)
- Yasuhiko Okudera (Furukawa Electric)
- Ramos (Yomiuri)
- Satoshi Miyauchi (Furukawa Electric)
- Takashi Mizunuma (Nissan Motors)
- Nobuhiro Takeda (Yomiuri)
- Toshio Matsuura (Nippon Kokan)

### 1987/88
- Shin’ichi Morishita (Yamaha Motors)
- Hisashi Katō (Yomiuri)
- Oscar (Nissan Motors)
- Yoshinori Ishigami (Yamaha Motors)
- Tōru Sano (Nissan Motors)
- André (Yamaha Motors)
- Takashi Mizunuma (Nissan Motors)
- Hiroshi Nagatomi (Mitsubishi Motors)
- Toshio Matsuura (Nippon Kokan)
- Adílson (Yamaha Motors)
- Jônas (Yanmar Diesel)

### 1988/89
- Shigetatsu Matsunaga (Nissan Motors)
- Oscar (Nissan Motors)
- Takumi Horiike (Yomiuri)
- Moner (All Nippon Airways)
- Tōru Sano (Nissan Motors)
- Masahiro Wada (Matsushita Electric)
- Takashi Mizunuma (Nissan Motors)
- Kazushi Kimura (Nissan Motors)
- Kenta Hasegawa (Nissan Motors)
- Osamu Maeda (All Nippon Airways)
- Kōichi Hashiratani (Nissan Motors)

### 1989/90
- Ken’ichi Shimokawa (Furukawa Electric)
- Takumi Horiike (Yomiuri)
- Moner (All Nippon Airways)
- Tetsuji Hashiratani (Nissan Motors)
- Shinji Tanaka (Nissan Motors)
- Ruy Ramos (Yomiuri)
- Walter (Yomiuri)
- Kazushi Kimura (Nissan Motors)
- Renato (Nissan Motors)
- Nobuhiro Takeda (Yomiuri)
- Akihiro Nagashima (Matsushita Electric)

### 1990/91
- Shigetatsu Matsunaga (Nissan Motors)
- Takumi Horiike (Yomiuri)
- Hisashi Katō (Yomiuri)
- Tetsuji Hashiratani (Nissan Motors)
- Yasutoshi Miura (Yomiuri)
- Ruy Ramos (Yomiuri)
- Tsuyoshi Kitazawa (Honda)
- Jorginho (Toyota Motors)
- Renato (Nissan Motors)
- Nobuhiro Takeda (Yomiuri)
- Kazuyoshi Miura (Yomiuri)

### 1991/92
- Shigetatsu Matsunaga (Nissan Motors)
- Masami Ihara (Nissan Motors)
- Tetsuji Hashiratani (Nissan Motors)
- Takumi Horiike (Yomiuri)
- Hisashi Katō (Yomiuri)
- Ruy Ramos (Yomiuri)
- Jorginho (Toyota Motors)
- Tsuyoshi Kitazawa (Yomiuri)
- Toninho (Yomiuri)
- Kazuyoshi Miura (Yomiuri)
- Masashi Nakayama (Yamaha Motors)

## J. League
Quelle: J.League

### 1993
- Shigetatsu Matsunaga (Yokohama Marinos)
- Shunzō Ōno (Kashima Antlers)
- Tetsuji Hashiratani (Verdy Kawasaki)
- Pereira (Verdy Kawasaki)
- Masami Ihara (Yokohama Marinos)
- Takumi Horiike (Shimizu S-Pulse)
- Santos (Kashima Antlers)
- Yasuto Honda (Kashima Antlers)
- Ruy Ramos (Verdy Kawasaki)
- Kazuyoshi Miura (Verdy Kawasaki)
- Ramón Díaz (Yokohama Marinos)

### 1994
- Shinkichi Kikuchi (Verdy Kawasaki)
- Pereira (Verdy Kawasaki)
- Masami Ihara (Yokohama Marinos)
- Yoshihiro Natsuka (Bellmare Hiratsuka)
- Tetsuji Hashiratani (Verdy Kawasaki)
- Tsuyoshi Kitazawa (Verdy Kawasaki)
- Ruy Ramos (Verdy Kawasaki)
- Bismarck (Verdy Kawasaki)
- Betinho (Bellmare Hiratsuka)
- Nobuhiro Takeda (Verdy Kawasaki)
- Takuya Takagi (Sanfrecce Hiroshima)

### 1995
- Shinkichi Kikuchi (Verdy Kawasaki)
- Naoki Sōma (Kashima Antlers)
- Masami Ihara (Yokohama Marinos)
- Masaharu Suzuki (Yokohama Marinos)
- Guido Buchwald (Urawa Red Diamonds)
- Tetsuji Hashiratani (Verdy Kawasaki)
- Bismarck (Verdy Kawasaki)
- Masahiro Fukuda (Urawa Red Diamonds)
- Kazuyoshi Miura (Verdy Kawasaki)
- Dragan Stojković (Nagoya Grampus Eight)
- Hiroaki Morishima (Cerezo Osaka)

### 1996
- Seigō Narazaki (Yokohama Flügels)
- Naoki Sōma (Kashima Antlers)
- Masami Ihara (Yokohama Marinos)
- Guido Buchwald (Urawa Red Diamonds)
- Jorginho (Kashima Antlers)
- Masakiyo Maezono (Yokohama Flügels)
- Motohiro Yamaguchi (Yokohama Flügels)
- Hiroshi Nanami (Júbilo Iwata)
- Kazuyoshi Miura (Verdy Kawasaki)
- Dragan Stojković (Nagoya Grampus Eight)
- Masayuki Okano (Urawa Red Diamonds)

### 1997
- Tomoaki Ōgami (Júbilo Iwata)
- Naoki Sōma (Kashima Antlers)
- Masami Ihara (Yokohama Marinos)
- Yutaka Akita (Kashima Antlers)
- Bismarck (Kashima Antlers)
- Hidetoshi Nakata (Bellmare Hiratsuka)
- Motohiro Yamaguchi (Yokohama Flügels)
- Hiroshi Nanami (Júbilo Iwata)
- Dunga (Júbilo Iwata)
- Masashi Nakayama (Júbilo Iwata)
- Patrick M’Boma (Gamba Osaka)

### 1998
- Seigō Narazaki (Yokohama Flügels)
- Naoki Sōma (Kashima Antlers)
- Makoto Tanaka (Júbilo Iwata)
- Yutaka Akita (Kashima Antlers)
- Shinji Ono (Urawa Red Diamonds)
- Daisuke Oku (Júbilo Iwata)
- Toshiya Fujita (Júbilo Iwata)
- Hiroshi Nanami (Júbilo Iwata)
- Dunga (Júbilo Iwata)
- Masashi Nakayama (Júbilo Iwata)
- Atsushi Yanagisawa (Kashima Antlers)

### 1999
- Masanori Sanada (Shimizu S-Pulse)
- Yūji Nakazawa (Verdy Kawasaki)
- Toshihide Saitō (Shimizu S-Pulse)
- Ryūzō Morioka (Shimizu S-Pulse)
- Shunsuke Nakamura (Yokohama F. Marinos)
- Alessandro dos Santos (Shimizu S-Pulse)
- Teruyoshi Itō (Shimizu S-Pulse)
- Masaaki Sawanobori (Shimizu S-Pulse)
- Takashi Fukunishi (Júbilo Iwata)
- Dragan Stojković (Nagoya Grampus Eight)
- Hwang Sun-hong (Cerezo Osaka)

### 2000
- Daijirō Takakuwa (Kashima Antlers)
- Naoki Matsuda (Yokohama F. Marinos)
- Yutaka Akita (Kashima Antlers)
- Hong Myung-bo (Kashiwa Reysol)
- Tomokazu Myōjin (Kashiwa Reysol)
- Shunsuke Nakamura (Yokohama F. Marinos)
- Jun’ichi Inamoto (Gamba Osaka)
- Hiroaki Morishima (Cerezo Osaka)
- Tuto (FC Tokyo)
- Masashi Nakayama (Júbilo Iwata)
- Akinori Nishizawa (Cerezo Osaka)

### 2001
- Arno van Zwam (Júbilo Iwata)
- Gō Ōiwa (Júbilo Iwata)
- Yutaka Akita (Kashima Antlers)
- Akira Narahashi (Kashima Antlers)
- Mitsuo Ogasawara (Kashima Antlers)
- Takashi Fukunishi (Júbilo Iwata)
- Toshiya Fujita (Júbilo Iwata)
- Toshihiro Hattori (Júbilo Iwata)
- Kōji Nakata (Kashima Antlers)
- Will (Consadole Sapporo)
- Atsushi Yanagisawa (Kashima Antlers)

### 2002
- Hitoshi Sogahata (Kashima Antlers)
- Hideto Suzuki (Júbilo Iwata)
- Makoto Tanaka (Júbilo Iwata)
- Naoki Matsuda (Yokohama F. Marinos)
- Mitsuo Ogasawara (Kashima Antlers)
- Takashi Fukunishi (Júbilo Iwata)
- Toshiya Fujita (Júbilo Iwata)
- Hiroshi Nanami (Júbilo Iwata)
- Emerson (Urawa Red Diamonds)
- Naohiro Takahara (Júbilo Iwata)
- Masashi Nakayama (Júbilo Iwata)

### 2003
- Seigō Narazaki (Nagoya Grampus Eight)
- Keisuke Tsuboi (Urawa Red Diamonds)
- Dutra (Yokohama F. Marinos)
- Yūji Nakazawa (Yokohama F. Marinos)
- Mitsuo Ogasawara (Kashima Antlers)
- Takashi Fukunishi (Júbilo Iwata)
- Daisuke Oku (Yokohama F. Marinos)
- Yasuhito Endō (Gamba Osaka)
- Emerson (Urawa Red Diamonds)
- Ueslei (Nagoya Grampus Eight)
- Tatsuhiko Kubo (Yokohama F. Marinos)

### 2004
- Yōichi Doi (FC Tokyo)
- Marcus Tulio Tanaka (Urawa Red Diamonds)
- Dutra (Yokohama F. Marinos)
- Yūji Nakazawa (Yokohama F. Marinos)
- Mitsuo Ogasawara (Kashima Antlers)
- Makoto Hasebe (Urawa Red Diamonds)
- Daisuke Oku (Yokohama F. Marinos)
- Yasuhito Endō (Gamba Osaka)
- Emerson (Urawa Red Diamonds)
- Marques (Nagoya Grampus Eight)
- Masashi Ōguro (Gamba Osaka)

### 2005
- Motohiro Yoshida (Cerezo Osaka)
- Ilian Stoyanov (JEF United Ichihara Chiba)
- Marcus Tulio Tanaka (Urawa Red Diamonds)
- Yūji Nakazawa (Yokohama F. Marinos)
- Mitsuo Ogasawara (Kashima Antlers)
- Yūki Abe (JEF United Ichihara Chiba)
- Fernandinho (Gamba Osaka)
- Yasuhito Endō (Gamba Osaka)
- Tatsuya Furuhashi (Cerezo Osaka)
- Araújo (Gamba Osaka)
- Hisato Satō (Sanfrecce Hiroshima)

### 2006
- Yoshikatsu Kawaguchi (Júbilo Iwata)
- Marcus Tulio Tanaka (Urawa Red Diamonds)
- Satoshi Yamaguchi (Gamba Osaka)
- Akira Kaji (Gamba Osaka)
- Keita Suzuki (Urawa Red Diamonds)
- Yūki Abe (JEF United Ichihara Chiba)
- Kengo Nakamura (Kawasaki Frontale)
- Hiroyuki Taniguchi (Kawasaki Frontale)
- Yasuhito Endō (Gamba Osaka)
- Washington (Urawa Red Diamonds)
- Magno Alves (Gamba Osaka)

### 2007
- Ryōta Tsuzuki (Urawa Red Diamonds)
- Daiki Iwamasa (Kashima Antlers)
- Marcus Tulio Tanaka (Urawa Red Diamonds)
- Satoshi Yamaguchi (Gamba Osaka)
- Yūki Abe (Urawa Red Diamonds)
- Keita Suzuki (Urawa Red Diamonds)
- Robson Ponte (Urawa Red Diamonds)
- Kengo Nakamura (Kawasaki Frontale)
- Yasuhito Endō (Gamba Osaka)
- Juninho (Kawasaki Frontale)
- Baré (Gamba Osaka)

### 2008
- Seigō Narazaki (Nagoya Grampus)
- Daiki Iwamasa (Kashima Antlers)
- Atsuto Uchida (Kashima Antlers)
- Marcus Tulio Tanaka (Urawa Red Diamonds)
- Yūji Nakazawa (Yokohama F. Marinos)
- Satoshi Yamaguchi (Gamba Osaka)
- Kengo Nakamura (Kawasaki Frontale)
- Yoshizumi Ogawa (Nagoya Grampus)
- Yasuhito Endō (Gamba Osaka)
- Marquinhos (Kashima Antlers)
- Atsushi Yanagisawa (Kyoto Sanga F.C.)

### 2009
- Eiji Kawashima (Kawasaki Frontale)
- Daiki Iwamasa (Kashima Antlers)
- Atsuto Uchida (Kashima Antlers)
- Marcus Tulio Tanaka (Urawa Red Diamonds)
- Yūto Nagatomo (FC Tokyo)
- Naohiro Ishikawa (FC Tokyo)
- Kengo Nakamura (Kawasaki Frontale)
- Mitsuo Ogasawara (Kashima Antlers)
- Yasuhito Endō (Gamba Osaka)
- Ryōichi Maeda (Júbilo Iwata)
- Shinji Okazaki (Shimizu S-Pulse)

### 2010
- Seigō Narazaki (Nagoya Grampus)
- Marcus Tulio Tanaka (Nagoya Grampus)
- Takahiro Masukawa (Nagoya Grampus)
- Tomoaki Makino (Sanfrecce Hiroshima)
- Kengo Nakamura (Kawasaki Frontale)
- Yasuhito Endō (Gamba Osaka)
- Jungo Fujimoto (Shimizu S-Pulse)
- Márcio Richardes (Albirex Niigata)
- Danilson Córdoba (Nagoya Grampus)
- Ryōichi Maeda (Júbilo Iwata)
- Joshua Kennedy (Nagoya Grampus)

### 2011
- Seigō Narazaki (Nagoya Grampus)
- Marcus Tulio Tanaka (Nagoya Grampus)
- Naoya Kondō (Kashiwa Reysol)
- Hiroki Sakai (Kashiwa Reysol)
- Leandro Domingues (Kashiwa Reysol)
- Jorge Wagner (Kashiwa Reysol)
- Yasuhito Endō (Gamba Osaka)
- Jungo Fujimoto (Nagoya Grampus)
- Hiroshi Kiyotake (Cerezo Osaka)
- Mike Havenaar (Ventforet Kofu)
- Joshua Kennedy (Nagoya Grampus)

### 2012
- Shūsaku Nishikawa (Sanfrecce Hiroshima)
- Marcus Tulio Tanaka (Nagoya Grampus)
- Yūichi Komano (Júbilo Iwata)
- Hiroki Mizumoto (Sanfrecce Hiroshima)
- Leandro Domingues (Kashiwa Reysol)
- Toshihiro Aoyama (Sanfrecce Hiroshima)
- Yasuhito Endō (Gamba Osaka)
- Yōjirō Takahagi (Sanfrecce Hiroshima)
- Hisato Satō (Sanfrecce Hiroshima)
- Yōhei Toyoda (Sagan Tosu)
- Wilson (Vegalta Sendai)

### 2013
- Shūsaku Nishikawa (Sanfrecce Hiroshima)
- Yūji Nakazawa (Yokohama F. Marinos)
- Daisuke Nasu (Urawa Red Diamonds)
- Masato Morishige (FC Tokyo)
- Shunsuke Nakamura (Yokohama F. Marinos)
- Hotaru Yamaguchi (Cerezo Osaka)
- Yōichirō Kakitani (Cerezo Osaka)
- Toshihiro Aoyama (Sanfrecce Hiroshima)
- Yūya Ōsako (Kashima Antlers)
- Yoshito Ōkubo (Kawasaki Frontale)
- Kengo Kawamata (Albirex Niigata)

### 2014
- Shūsaku Nishikawa (Urawa Red Diamonds)
- Kōsuke Ōta (FC Tokyo)
- Masato Morishige (FC Tokyo)
- Tsukasa Shiotani (Sanfrecce Hiroshima)
- Yasuhito Endō (Gamba Osaka)
- Yoshinori Mutō (FC Tokyo)
- Léo Silva (Albirex Niigata)
- Gaku Shibasaki (Kashima Antlers)
- Patric (Gamba Osaka)
- Yoshito Ōkubo (Kawasaki Frontale)
- Takashi Usami (Gamba Osaka)

### 2015
- Shūsaku Nishikawa (Urawa Red Diamonds)
- Masato Morishige (FC Tokyo)
- Tomoaki Makino (Urawa Red Diamonds)
- Kōsuke Ōta (FC Tokyo)
- Tsukasa Shiotani (Sanfrecce Hiroshima)
- Mu Kanazaki (Kashima Antlers)
- Yasuhito Endō (Gamba Osaka)
- Toshihiro Aoyama (Sanfrecce Hiroshima)
- Yoshito Ōkubo (Kawasaki Frontale)
- Takashi Usami (Gamba Osaka)
- Douglas (Sanfrecce Hiroshima)

### 2016
- Shūsaku Nishikawa (Urawa Red Diamonds)
- Gen Shōji (Kashima Antlers)
- Tomoaki Makino (Urawa Red Diamonds)
- Masato Morishige (FC Tokyo)
- Tsukasa Shiotani (Sanfrecce Hiroshima)
- Yūki Abe (Urawa Red Diamonds)
- Yōsuke Kashiwagi (Urawa Red Diamonds)
- Kengo Nakamura (Kawasaki Frontale)
- Manabu Saitō (Yokohama F. Marinos)
- Yū Kobayashi (Kawasaki Frontale)
- Leandro (Vissel Kōbe)

### 2017
- Kōsuke Nakamura (Kashiwa Reysol)
- Gen Shōji (Kashima Antlers)
- Daigo Nishi (Kashima Antlers)
- Elsinho (Kawasaki Frontale)
- Shintarō Kurumaya (Kawasaki Frontale)
- Kengo Nakamura (Kawasaki Frontale)
- Yosuke Ideguchi (Gamba Osaka)
- Hotaru Yamaguchi (Cerezo Osaka)
- Shinzo Koroki (Urawa Red Diamonds)
- Yū Kobayashi (Kawasaki Frontale)
- Kenyu Sugimoto (Cerezo Osaka)

### 2018
- Jung Sung-ryong (Kawasaki Frontale)
- Daigo Nishi (Kashima Antlers)
- Elsinho (Kawasaki Frontale)
- Shintarō Kurumaya (Kawasaki Frontale)
- Shōgo Taniguchi (Kawasaki Frontale)
- Chanathip Songkrasin (Hokkaido Consadole Sapporo)
- Akihiro Ienaga (Kawasaki Frontale)
- Ryōta Ōshima (Kawasaki Frontale)
- Kengo Nakamura (Kawasaki Frontale)
- Jô (Nagoya Grampus)
- Hwang Ui-jo (Gamba Osaka)

### 2019
- Akihiro Hayashi (FC Tokyo)
- Sei Muroya (FC Tokyo)
- Masato Morishige (FC Tokyo)
- Thiago Martins (Yokohama F. Marinos)
- Kento Hashimoto (FC Tokyo)
- Takuya Kida (Yokohama F. Marinos)
- Andrés Iniesta (Vissel Kōbe)
- Diego Oliveira (FC Tokyo)
- Kensuke Nagai (FC Tokyo)
- Marcos Júnior (Yokohama F. Marinos)
- Teruhito Nakagawa (Yokohama F. Marinos)